# Norrholmen, Lovisa
Norrholmen eller Lillholmen är en ö i Finland. Den ligger i sjön Hopom träsk och i kommunen Lovisa i den ekonomiska regionen  Lovisa  och landskapet Nyland, i den södra delen av landet, 80 km nordost om huvudstaden Helsingfors. Öns area är 5,7 hektar och dess största längd är 490 meter i nord-sydlig riktning.